# كينيتشي يويمورا
كينيتشي يويمورا (上 村 健) ولد في 22 أبريل 1974 في ياتسوشيرو، كوماموتو، اليابان هو لاعب كرة القدم مدافع ياباني سابق لعب 4 مرات لفريق الوطني لكرة القدم الياباني .

## روابط خارجية
- كينيتشي يويمورا على موقع الاتحاد الدولي (مؤرشف)  (الإنجليزية)
- كينيتشي يويمورا على موقع رابطة كرة القدم اليابانية للمحترفين (اليابانية)
- كينيتشي يويمورا على موقع قاعدة بيانات كرة القدم.إي يو (الإنجليزية)
- كينيتشي يويمورا على موقع ناشيونال فوتبول تيمز (الإنجليزية)
- كينيتشي يويمورا على موقع Soccerway.com (الإنجليزية)
- كينيتشي يويمورا على موقع عالم كرة القدم.نت (الإنجليزية)
- كينيتشي يويمورا على موقع أوليمبيديا (الإنجليزية)